# Championnat du Brésil de football 1971
Navigation
Édition suivante
Le championnat du Brésil de football 1971 est la manifestation de 1971 du championnat du Brésil de football qui détermine chaque année un champion parmi les équipes de football brésiliennes de première division.
Le premier championnat du Brésil de football eut lieu en 1971. La télévision et surtout le développement de l'infrastructure aéroportuaire ont permis alors aux clubs des grands centres les déplacements intra-régionaux et l'accompagnement de ceux-ci par le grand public. Auparavant des championnats à couverture essentiellement régionale avaient été créés, d'abord autour de l'axe Rio-São Paulo, ensuite sous un format de coupe (Taça Brasil), finalement en intégrant les équipes de Belo Horizonte et Porto Alegre et quelques représentants du Nordeste (Taça de Prata). Cependant jusqu'en 1971 aucun tournoi n'avait réussi à supplanter le prestige des compétitions des États et c'est ainsi que le championnat du Brésil lui-même ne s'imposa que progressivement, d'abord assez rapidement sur un même plan que les championnats "estaduais", ensuite à partir du milieu des années 1980 comme la principale compétition de football au Brésil.
Le champion fut Clube Atlético Mineiro et le meilleur buteur Dario (Atlético-MG) (15 buts).

## Format de la compétition
La première phase se joue en deux groupes de 10 clubs chacune. Les six meilleures formations de chaque groupe sont qualifiées pour la deuxième phase.
Les douze clubs participants à la deuxième phase sont répartis en trois groupes de quatre clubs. Le premier de chaque groupe est qualifié pour le troisième phase.
Lors de la troisième phase, les trois clubs encore en lice s'affrontent.

## Équipes participantes
| - Atlético Mineiro - São Paulo FC - Botafogo FR - SC Corinthians - Grêmio Porto Alegre - SC Internacional - América-RJ - SE Palmeiras - Santos FC - Coritiba FC |  | - Cruzeiro EC - CR Vasco da Gama - EC Bahia - Santa Cruz FC (Recife) - CR Flamengo - Fluminense FC - Portuguesa de Desportos - América-MG - Sport Recife - Ceará SC |

## Première phase
Groupe A
| Rang | Équipe                  | Pts | J  | G  | N  | P  | Bp | Bc | Diff |
| ---- | ----------------------- | --- | -- | -- | -- | -- | -- | -- | ---- |
| 1    | SC Corinthians          | 26  | 19 | 10 | 6  | 3  | 29 | 16 | +13  |
| 2    | Cruzeiro EC             | 23  | 19 | 7  | 9  | 3  | 26 | 12 | +14  |
| 3    | SC Internacional        | 23  | 19 | 7  | 9  | 3  | 21 | 16 | +5   |
| 4    | Coritiba FC             | 22  | 19 | 10 | 2  | 7  | 21 | 18 | +3   |
| 5    | SE Palmeiras            | 22  | 19 | 8  | 6  | 5  | 20 | 14 | +6   |
| 6    | CR Vasco da Gama        | 19  | 19 | 6  | 7  | 6  | 11 | 12 | -1   |
| 7    | Santa Cruz FC (Recife)  | 17  | 19 | 3  | 11 | 5  | 17 | 23 | -6   |
| 8    | Fluminense FC           | 16  | 19 | 5  | 6  | 8  | 12 | 13 | -1   |
| 9    | Portuguesa de Desportos | 15  | 19 | 6  | 3  | 10 | 16 | 24 | -8   |
| 10   | Ceará SC                | 9   | 19 | 2  | 5  | 12 | 5  | 25 | -20  |

Groupe B
| Rang | Équipe              | Pts | J  | G | N  | P  | Bp | Bc | Diff |
| ---- | ------------------- | --- | -- | - | -- | -- | -- | -- | ---- |
| 1    | Grêmio Porto Alegre | 23  | 19 | 8 | 7  | 4  | 18 | 11 | +7   |
| 2    | Atlético Mineiro    | 23  | 19 | 7 | 9  | 3  | 27 | 16 | +11  |
| 3    | América-RJ          | 21  | 19 | 7 | 7  | 5  | 23 | 17 | +6   |
| 4    | Santos FC           | 21  | 19 | 7 | 7  | 5  | 17 | 11 | +6   |
| 5    | Botafogo FR         | 20  | 19 | 5 | 10 | 4  | 15 | 16 | -1   |
| 6    | São Paulo FC        | 19  | 19 | 6 | 7  | 6  | 16 | 19 | -3   |
| 7    | EC Bahia            | 18  | 19 | 5 | 8  | 6  | 14 | 16 | -2   |
| 8    | CR Flamengo         | 18  | 19 | 4 | 10 | 5  | 13 | 17 | -4   |
| 9    | América-MG          | 13  | 19 | 2 | 9  | 8  | 11 | 19 | -8   |
| 10   | Sport Recife        | 12  | 19 | 4 | 4  | 11 | 10 | 27 | -17  |

## Deuxième phase
Groupe A
| Rang | Équipe         | Pts | J | G | N | P | Bp | Bc | Diff |  | Résultats (▼ dom., ► ext.) | São | Cor | Amé | Cru |
| ---- | -------------- | --- | - | - | - | - | -- | -- | ---- |  | -------------------------- | --- | --- | --- | --- |
| 1    | São Paulo FC   | 9   | 6 | 3 | 3 | 0 | 6  | 2  | +4   |  | São Paulo FC               |     | 0-0 | 1-0 | 1-1 |
| 2    | SC Corinthians | 5   | 6 | 2 | 1 | 3 | 4  | 5  | -1   |  | SC Corinthians             | 0-1 |     | 1-0 | 2-0 |
| 3    | América-RJ     | 5   | 6 | 1 | 3 | 2 | 4  | 4  | 0    |  | América-RJ                 | 1-1 | 3-1 |     | 0-0 |
| 4    | Cruzeiro EC    | 5   | 6 | 1 | 3 | 2 | 2  | 5  | -3   |  | Cruzeiro EC                | 0-2 | 1-0 | 0-0 |     |

Groupe B
| Rang | Équipe           | Pts | J | G | N | P | Bp | Bc | Diff |  | Résultats (▼ dom., ► ext.) | Atl | Int | San | Vas |
| ---- | ---------------- | --- | - | - | - | - | -- | -- | ---- |  | -------------------------- | --- | --- | --- | --- |
| 1    | Atlético Mineiro | 7   | 6 | 3 | 1 | 2 | 10 | 6  | +4   |  | Atlético Mineiro           |     | 0-1 | 2-0 | 2-1 |
| 2    | SC Internacional | 7   | 6 | 3 | 1 | 2 | 7  | 7  | 0    |  | SC Internacional           | 1-4 |     | 1-1 | 3-0 |
| 3    | Santos FC        | 6   | 6 | 2 | 2 | 2 | 7  | 5  | +2   |  | Santos FC                  | 2-1 | 0-1 |     | 4-0 |
| 4    | CR Vasco da Gama | 4   | 6 | 1 | 2 | 3 | 4  | 10 | -6   |  | CR Vasco da Gama           | 1-1 | 2-0 | 0-0 |     |

Groupe C
| Rang | Équipe              | Pts | J | G | N | P | Bp | Bc | Diff |  | Résultats (▼ dom., ► ext.) | Bot | Grê | Pal | Cor |
| ---- | ------------------- | --- | - | - | - | - | -- | -- | ---- |  | -------------------------- | --- | --- | --- | --- |
| 1    | Botafogo FR         | 8   | 6 | 3 | 2 | 1 | 11 | 6  | +5   |  | Botafogo FR                |     | 3-1 | 3-3 | 3-0 |
| 2    | Grêmio Porto Alegre | 6   | 6 | 2 | 2 | 2 | 6  | 7  | -1   |  | Grêmio Porto Alegre        | 1-1 |     | 0-0 | 2-0 |
| 3    | SE Palmeiras        | 6   | 6 | 1 | 4 | 1 | 7  | 6  | +1   |  | SE Palmeiras               | 0-1 | 3-1 |     | 1-1 |
| 4    | Coritiba FC         | 4   | 6 | 1 | 2 | 3 | 2  | 7  | -5   |  | Coritiba FC                | 1-0 | 0-1 | 0-0 |     |

## Tournoi final
| Rang | Équipe           | Pts | J | G | N | P | Bp | Bc | Diff |
| ---- | ---------------- | --- | - | - | - | - | -- | -- | ---- |
| 1    | Atlético Mineiro | 4   | 2 | 2 | 0 | 0 | 2  | 0  | +2   |
| 2    | São Paulo FC     | 2   | 2 | 1 | 0 | 1 | 4  | 2  | +2   |
| 3    | Botafogo FR      | 0   | 2 | 0 | 0 | 2 | 1  | 5  | -4   |

|  | Champion du Brésil et qualification pour la Copa Libertadores 1972 |
|  | Qualification pour la Copa Libertadores 1972                       |

Résultats
| 12 décembre 1971 | Atlético Mineiro | 1 – 0 | São Paulo FC | Mineirão, Belo Horizonte    |                             |
|                  | Oldair 75e       |       |              | Arbitrage : Armando Marques | Arbitrage : Armando Marques |

| 15 décembre 1971 | São Paulo FC                                       | 4 – 1 | Botafogo FR      | Morumbi, São Paulo                               |                                                  |
|                  | Forlan 61e · Terto 65e 86e · Toninho Guerreiro 71e |       | Nei Oliveira 53e | Spectateurs : 76 498 Arbitrage : Armando Marques | Spectateurs : 76 498 Arbitrage : Armando Marques |

| 17 décembre 1971 | Botafogo FR | 0 – 1 | Atlético Mineiro | Maracanã, Rio de Janeiro                         |                                                  |
|                  |             |       | Dario 61e        | Spectateurs : 84 698 Arbitrage : Armando Marques | Spectateurs : 84 698 Arbitrage : Armando Marques |